# 松田馨
松田 馨（まつだ かおる、1980年5月 - ）は、広島県出身の選挙プランナー。株式会社ダイアログ代表取締役社長。

## 人物
京都精華大学人文学部環境社会学科卒業。2006年に選挙コンサルティングのダイアログを創業、同年7月の滋賀県知事選挙において新人の嘉田由紀子の広報担当として初めて選挙に携わる。嘉田は自民・公明・民主が推薦した現職、共産党候補との三つ巴の争いを制して初当選。以後、松田は「日本最年少の選挙プランナー」としてメディアから注目される。2008年、株式会社ダイアログを設立、代表取締役就任。
選挙プランナーとして地方選挙から国政選挙まで300を超える選挙に携わる。特に、現職に挑戦する無所属・新人からの依頼を数多く引き受け、勝率は7割を超える。
依頼を受ける前に立候補予定者にヒアリングし、政党や党派を問わず、本人の意欲や主張、説得力など総合的な人物像を見て判断。いわゆる「3バン（地盤・看板・鞄）」のない候補者に対しても、政治家を目指す志が十分に備わっていれば積極的に支援する姿勢を示し、若手候補や女性候補のサポートにも力を入れている。実際にこれまで「最年少〇〇」「初の女性◯◯」という肩書きの候補者を数多く当選に導いた実績がある。
依頼を受けた候補者には「選挙違反ゼロ」を徹底。政党の選挙対策講座や、選挙管理委員会主催の勉強会でも講師を務めるほか、選挙管理アドバイザーや顧問弁護士とも連携し、公職選挙法と政治資金規正法、選挙違反の判例などの研究も続けている。
「ネット選挙に精通した選挙プロ」としてメディアにも多数取り上げられ、日本初となる選挙用iPhoneアプリ「My Vote Japan」の開発、ネット選挙運動解禁に向けたキャンペーン「One Voice Campaign」の発起人、ネット選挙やSNS活用術のセミナー講師を務めるなど、ネット選挙運動にいち早く対応した。「ネット選挙が当たり前になっていくことで、若年層の政治への関心が高くなることを期待」と発言するなど、若年層の投票率向上を目指し活動する団体への協力や、投票率向上や参政意識向上に向けた活動も積極的に行っている。
新聞や雑誌で国政選挙（衆議院・参議院）や都議会議員の全議席当落予想を担当するなど、議席予想にも定評がある。選挙の専門家として、フジテレビ2017年10月クール月9ドラマ「民衆の敵」の選挙監修、NHK土曜ドラマ「フェイクニュース あるいはどこか遠くの戦争の話」の選挙考証、映画「総理の夫」への取材協力、2023年6月から配信のNetflixドラマ「離婚しようよ」の選挙監修を担当した。

## 実績
2017年の四條畷市長選挙では、新人候補の東修平の陣営に携わる。二期目に挑む現職の土井一憲を抑え、当時28歳3ヶ月で当選した東は「日本最年少市長」として注目を集めた。
2019年の埼玉県知事選挙では、投開票まで1か月という時期から大野元裕の選挙プランナーとして携わる。選挙はトリプルスコアでリードしていた青島健太を追い抜き、大野が約5万7千票差で当選した。この選挙で青島陣営を支援していたのが、日本で最初に選挙プランニングを行った人物として知られる三浦博史であった。松田は選挙プランナーになった当初から三浦と交流が深かったことから、この選挙は「師弟対決」としても話題になった。
2020年の富山県知事選挙では、新田八朗の陣営に携わり、イメージ戦略を重視。松田の提案でライトアップした総決起集会を開くなど斬新な演出が有権者の注目を集め、投票率は前回よりも22ポイントも上昇した。新田が現職の石井隆一に約6万3千票差をつけて当選した。
2022年の石川県知事選挙では、馳浩の選挙プランナーとして携わる。保守三つ巴の激戦となった選挙において、松田は戦略的なデータ収集と分析をもとに投票率から小選挙区ごとの開票の行方までを読み切り、大混戦の結果馳が当選した。
2023年の兵庫県芦屋市長選挙では、新人候補の高島崚輔の選挙プランニングに携わる。ハーバード大学卒で26歳という若さの高島の市長選出馬は全国的に注目を集め、高島は「歴代最年少市長」として、現職の伊藤舞に約8千票差をつけて当選した。選挙終了後、松田が手掛けたイメージ戦略による高島のビフォーアフターがメディアでも話題になった。
その他、千代田区長選挙（東京都・23区最年少区長）、大津市長選挙（滋賀県・当時日本最年少女性市長）、小松市長選挙（石川県・県内最年少市長）、日南市長選挙（宮崎県・当時九州最年少市長）、津山市長選挙（岡山県）、三沢市長選挙（青森県）、大月市長選挙（山梨県）、淡路市長選挙（兵庫県）をはじめ、新人の当選や現職の再選に貢献。地方議会議員選挙におけるトップ当選の事例も多数。
日本選挙学会会員。日本世論調査協会会員。

## 発言
「選挙が経験や勘に頼りすぎている」「この人が政治家になったときに、社会が良くなるイメージが持てるかを大事にしています」「あなたの一票は長いスパンでじわじわと効いてきます。あなたの一票は非常に重いのです」
「あなたの一票には、単純に選挙の当落を決めるだけでなく、政治家を応援する力があるってことを知ってもらえると嬉しい」「『続けて投票に行く』ということが一番大切」
「若い世代は、自分と政治は無関係という意識を持っている方が多いのではないかと思いますが、無関係な人は一人もいません（中略）投票で自分たちの意志を表明してほしい」
「僕は客を選ぶタイプ。聞き取りをして応援したいと思ったらやる」
「正解はありません。決めるのは、当選か、落選かという結果のみです」
「その都度、何を基準に投票したかを覚えておき、自分の納得度が上がるようにアップデート（最適化）していけばいい。ベストではなくてもベターな選択を」
“Candidates can’t win just by (rallying party supporters to vote for the party and its candidates), so they need to appeal to voters through online campaigning or have supporters hand out lots of flyers,” 
「私自身の政治信条や考え方と完全に一致しなくても、その人に魅力が感じられ、主張に共感できる点があれば、政党や派閥、組織を問わず応援します」 

## 著書
- 『選挙は誰のためにあるのか。―100の質問で解き明かす日本の選挙』 (コミュニティ・ブックス)
- 『残念な政治家を選ばない技術 「選挙リテラシー」入門』（光文社新書）
- 『フルカラー図解 地方選挙必勝の手引』（選挙の友出版）

## 講演
選挙と政治に関する講演会や勉強会、議員研修会等で講演・講師として全国的に活動している。「未来政治塾」「小池百合子政治塾 希望の塾」「健康都市大学　選挙に行こう！ 〜知って得する、選挙の裏表〜（神奈川県大和市主催）」他、多数。